# Landkreis Friedberg (Bayern)
Der Landkreis Friedberg war ein Landkreis im bayerischen Schwaben. Bis 1944 gehörte er zu Oberbayern. Vor dem Beginn der Gebietsreform in Bayern umfasste der Landkreis 43 Gemeinden.

## Geographie

### Wichtige Orte
Die einwohnerstärksten Orte waren Friedberg, Dasing, Mering und Kissing.

### Nachbarkreise
Der Landkreis grenzte 1972 im Uhrzeigersinn im Norden beginnend an die Landkreise Aichach, Dachau, Fürstenfeldbruck, Landsberg am Lech und Schwabmünchen sowie an die kreisfreie Stadt Augsburg.

## Geschichte

### Bezirksamt
Das Bezirksamt Friedberg wurde 1862 im Königreich Bayern gebildet. Es folgte dem flächengleichen Landgericht älterer Ordnung Friedberg.
Am 1. Juli 1910 trat das Bezirksamt Friedberg die Gemeinde Meringerau und am 1. Januar 1913 die Gemeinden Lechhausen und Hochzoll (bis 1905 Friedbergerau) an die Stadt Augsburg ab.
Am 1. Januar 1914 gab das Bezirksamt Landsberg am Lech die Gemeinde Unterbergen an das Bezirksamt Friedberg ab. Am 1. Januar 1915 folgte Schmiechen.

### Landkreis
Am 1. Januar 1939 die reichseinheitliche Bezeichnung Landkreis eingeführt. So wurde aus dem Bezirksamt der Landkreis Friedberg.
Am 1. Juli 1972 wurden der Landkreis Friedberg im Zuge der Gebietsreform in Bayern aufgelöst:
- Die Gemeinden Höfa, Pfaffenhofen an der Glonn, Sittenbach, Unterumbach und Weitenried kamen zum Landkreis Dachau.
- Alle übrigen Gemeinden wurden mit einem großen Teil des ebenfalls aufgelösten Landkreises Aichach sowie einzelnen Gemeinden der Landkreise Fürstenfeldbruck, Neuburg an der Donau und Schrobenhausen zum neuen Landkreis Augsburg-Ost zusammengefasst.[3][4] 1973 legte der Kreistag mit knapper Mehrheit Aichach als Kreisstadt fest, und der altbayerische Landkreis erhielt am 1. Mai 1973 den Namen Aichach-Friedberg.[5]

## Einwohnerentwicklung
| Jahr | Einwohner | Quelle |
| ---- | --------- | ------ |
| 1864 | 20.245    | [ 6 ]  |
| 1885 | 25.703    | [ 7 ]  |
| 1900 | 32.610    | [ 8 ]  |
| 1910 | 39.070    | [ 8 ]  |
| 1925 | 20.618    | [ 9 ]  |
| 1939 | 23.543    | [ 10 ] |
| 1950 | 36.087    | [ 11 ] |
| 1960 | 37.700    | [ 12 ] |
| 1971 | 48.200    | [ 13 ] |

## Bezirksamtmänner (bis 1938) und Landräte (ab 1939)
- 1913–1923 Karl Brendfleck
- 1923–1933 Franz Ernst Neudeubel
- 1933–1936 Ludwig Schmitt
- 1936–1945 Siegfried Fürst
- 1945–1948 Anton Schropp (CSU)[14]
- 1948–1952 Viktor Kolesnikow[15]
- 1952–1956 Karl Lindner (CSU)[16]
- 1956–1972 Fabian Kastl (CSU)[17]

## Gemeinden
Die Gemeinden des Landkreises Friedberg vor der Gemeindereform im Jahr 1972 (Die Gemeinden, die es heute noch gibt, sind fett geschrieben.)
| frühere Gemeinde       | heutige Gemeinde       | heutiger Landkreis          |
| ---------------------- | ---------------------- | --------------------------- |
| Anwalting              | Affing                 | Landkreis Aichach-Friedberg |
| Aulzhausen             | Affing                 | Landkreis Aichach-Friedberg |
| Bachern                | Friedberg              | Landkreis Aichach-Friedberg |
| Baindlkirch            | Ried                   | Landkreis Aichach-Friedberg |
| Burgadelzhausen        | Adelzhausen            | Landkreis Aichach-Friedberg |
| Dasing                 | Dasing                 | Landkreis Aichach-Friedberg |
| Derching               | Friedberg              | Landkreis Aichach-Friedberg |
| Eismannsberg           | Ried                   | Landkreis Aichach-Friedberg |
| Eurasburg              | Eurasburg              | Landkreis Aichach-Friedberg |
| Freienried             | Eurasburg              | Landkreis Aichach-Friedberg |
| Friedberg, Stadt       | Friedberg              | Landkreis Aichach-Friedberg |
| Gebenhofen             | Affing                 | Landkreis Aichach-Friedberg |
| Haberskirch            | Friedberg              | Landkreis Aichach-Friedberg |
| Harthausen             | Friedberg              | Landkreis Aichach-Friedberg |
| Hochdorf               | Merching               | Landkreis Aichach-Friedberg |
| Höfa                   | Odelzhausen            | Landkreis Dachau            |
| Hörmannsberg           | Ried                   | Landkreis Aichach-Friedberg |
| Kissing                | Kissing                | Landkreis Aichach-Friedberg |
| Laimering              | Dasing                 | Landkreis Aichach-Friedberg |
| Merching               | Merching               | Landkreis Aichach-Friedberg |
| Mering, Markt          | Mering                 | Landkreis Aichach-Friedberg |
| Mühlhausen             | Affing                 | Landkreis Aichach-Friedberg |
| Ottmaring              | Friedberg              | Landkreis Aichach-Friedberg |
| Paar                   | Friedberg              | Landkreis Aichach-Friedberg |
| Pfaffenhofen a.d.Glonn | Pfaffenhofen a.d.Glonn | Landkreis Dachau            |
| Rederzhausen           | Friedberg              | Landkreis Aichach-Friedberg |
| Ried                   | Ried                   | Landkreis Aichach-Friedberg |
| Rieden                 | Dasing                 | Landkreis Aichach-Friedberg |
| Rinnenthal             | Friedberg              | Landkreis Aichach-Friedberg |
| Rohrbach               | Friedberg              | Landkreis Aichach-Friedberg |
| Schmiechen             | Schmiechen             | Landkreis Aichach-Friedberg |
| Sirchenried            | Ried                   | Landkreis Aichach-Friedberg |
| Sittenbach             | Odelzhausen            | Landkreis Dachau            |
| Stätzling              | Friedberg              | Landkreis Aichach-Friedberg |
| Steinach bei Mering    | Merching               | Landkreis Aichach-Friedberg |
| Taiting                | Dasing                 | Landkreis Aichach-Friedberg |
| Unterbergen            | Schmiechen             | Landkreis Aichach-Friedberg |
| Unterumbach            | Pfaffenhofen a.d.Glonn | Landkreis Dachau            |
| Weitenried             | Pfaffenhofen a.d.Glonn | Landkreis Dachau            |
| Wessiszell             | Dasing                 | Landkreis Aichach-Friedberg |
| Wiffertshausen         | Friedberg              | Landkreis Aichach-Friedberg |
| Wulfertshausen         | Friedberg              | Landkreis Aichach-Friedberg |
| Zillenberg             | Ried                   | Landkreis Aichach-Friedberg |

Landkreis Friedberg (Bayern), Gemeindegrenzenkarte von 1961

Die beiden Gemeinden Roßbach und Sixtnitgern wurden am	1. Januar 1931 nach Sittenbach eingemeindet.

## Kfz-Kennzeichen
Am 1. Juli 1956 wurde dem Landkreis bei der Einführung der bis heute gültigen Kfz-Kennzeichen das Unterscheidungszeichen FDB zugewiesen. Es wurde bis zum 30. Juni 1975 ausgegeben. Seit dem 11. Juli 2013 ist es aufgrund der Kennzeichenliberalisierung wieder im Landkreis Aichach-Friedberg erhältlich.